# ディエゴ・アロンソ
ディエゴ・マルティン・アロンソ・ロペス（Diego Martín Alonso López、1975年4月16日 - ）は、ウルグアイのモンテビデオ出身のサッカー監督。元サッカー選手。元ウルグアイ代表。現役時代のポジションはフォワード。

## 経歴

### 選手
1995年にCAベジャ・ビスタでプロデビューし、2001年にバレンシアCFからのレンタルで当時セグンダ・ディビシオンに在籍してプリメーラ昇格を目指していたアトレティコ・マドリードに移籍した。
アトレティコ・マドリードでは、キャリアハイとなる22ゴールを挙げクラブのリーグ優勝とプリメーラ復帰に貢献、自身もセグンダ得点王を獲得した。レンタル終了後にはアトレティコ・マドリードが買い取りオプションを行使しようとしたが、交渉はまとまらずラシン・サンタンデールに移籍した。

### 指導者
2021年12月15日、母国ウルグアイの代表監督に就任した。15年もの長期政権を敷いたオスカル・タバレス監督の後任となる。2022年のW杯カタール大会ではグループステージで敗退し（グループH・3位）、大会後に退任した。
2023年10月10日、成績不振が原因で解任されたホセ・ルイス・メンディリバルの後任としてセビージャFCの監督に就任したが、14試合を指揮して2勝しか挙げることができず、同年12月16日に解任された。
2024年6月10日、パナシナイコスFCの監督に就任した。

## 人物
デポルティーボ・アラベスなどでプレーしたイバン・アロンソは従兄弟にあたる。

## 代表歴

### 試合数
- 国際Aマッチ 7試合 0得点（1999年-2001年）[8]

| ウルグアイ代表 | 国際Aマッチ | 国際Aマッチ |
| 年             | 出場        | 得点        |
| -------------- | ----------- | ----------- |
| 1999           | 3           | 0           |
| 2000           | 3           | 0           |
| 2001           | 1           | 0           |
| 通算           | 7           | 0           |

## タイトル

### 選手時代
CAベジャ・ビスタ
- セグンダ・ディビシオン・プロフェシオナル：1回（1997）

アトレティコ・マドリード
- セグンダ・ディビシオン : 1回 (2001-02)

クラブ・ウニベルシダ・ナシオナル
- リーガMXアペルトゥーラ：1回（2004）
- カンペオン・デ・カンペオーネス：1回（2004）

上海申花聨盛足球倶楽部
- A3チャンピオンズカップ：1回（2007）

CAペニャロール
- プリメーラ・ディビシオン：1回（2009-10）

個人
- セグンダ・ディビシオン得点王：1回 (2001-02)
- ピチーチ賞（セグンダ・ディビシオン）：1回 (2001-02)

### 指導者時代
CFパチューカ
- リーガMXクラウスーラ：1回（2015-16）
- CONCACAFチャンピオンズリーグ：1回（2016-17）

CFモンテレイ
- CONCACAFチャンピオンズリーグ：1回（2019）

個人
- CONCACAFチャンピオンズリーグベストイレブン：1回（2019）